# Dom Zakonny Towarzystwa Chrystusowego w Stargardzie

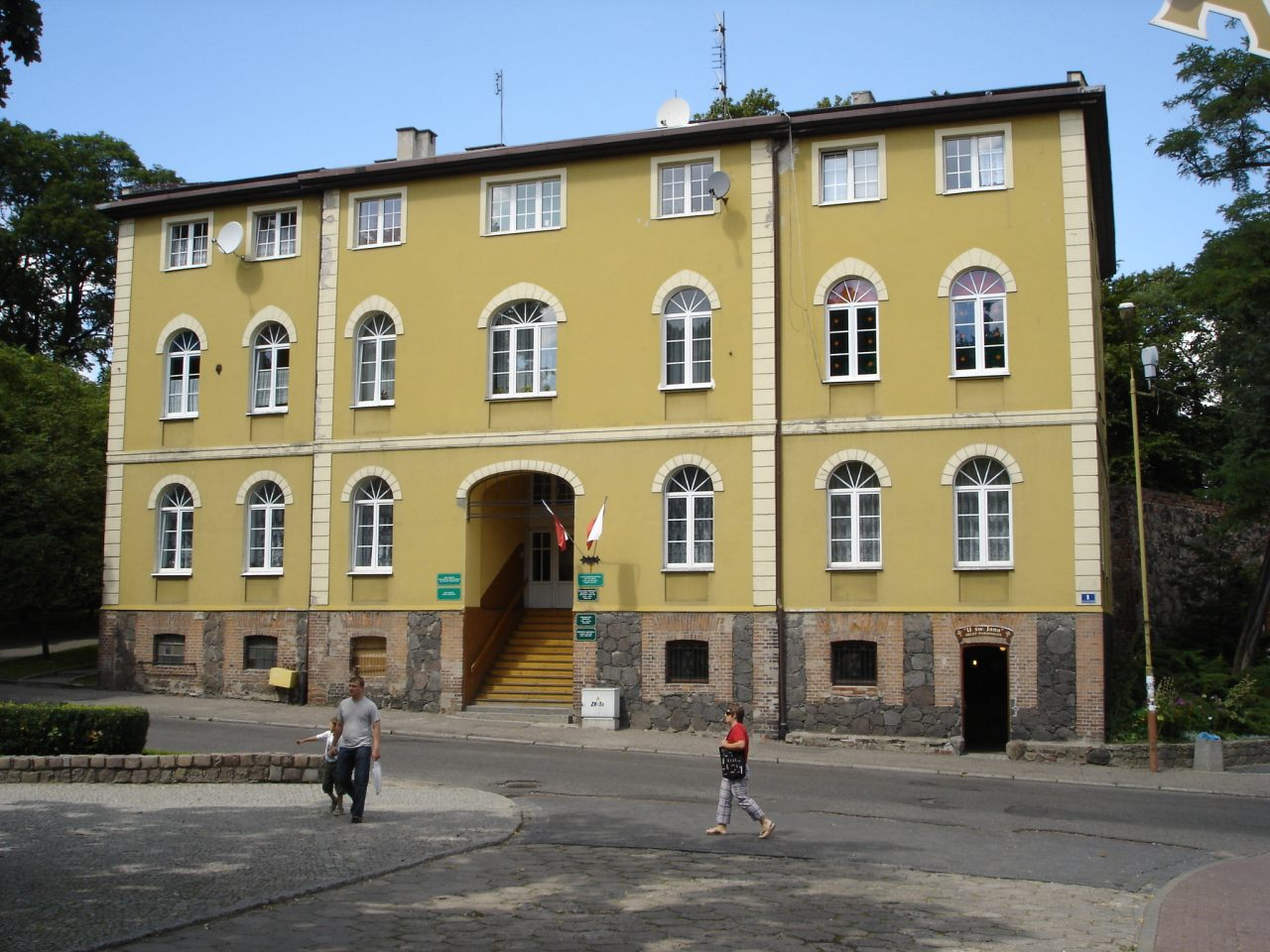
Dom Zakonny Towarzystwa Chrystusowego

Dom Zakonny Towarzystwa Chrystusowego w Stargardzie wzniesiono w połowie XIX wieku, przy ówczesnej Johannisstr. 37, współcześnie ul. Świętego Jana Chrzciciela 1.
Trójkondygnacyjny budynek z granitowym przyziemiem zbudowano w połowie XIX wieku z przeznaczeniem na bibliotekę miejską, jego północno-wschodni narożnik jest styczny z murami obronnymi. Wysoki portal główny prowadzi bezpośrednio do klatki schodowej. Okna parteru i I piętra podkreślono klińcami. 
Budynek do 1945 należał do Stadtbibliothek oraz Volksbibliothek (Miejska i Ludowa Biblioteka). 12 czerwca 1945 został przekazany Towarzystwu Chrystusowemu, w którym ulokowano dom zakonny oraz kancelarię parafii św. Józefa przy kościele św. Jana.